# Siegfried Voigt
Siegfried Voigt (Schneeberg, 3 de outubro de 1950) é um ex-handebolista alemão oriental, foi campeão olímpico.
Siegfried Voigt fez parte do elenco campeão olímpico de 1980, ele jogou seis partidas como goleiro.

## Títulos
- Jogos Olímpicos:
  - Ouro: 1980